# Saúl Villalobos
Saúl Villalobos Gutiérrez (ur. 16 czerwca 1991 w San Juan de los Lagos) – meksykański piłkarz występujący na pozycji lewego skrzydłowego.

## Kariera klubowa
Villalobos jest wychowankiem akademii juniorskiej zespołu Club Atlas z siedzibą w Guadalajarze. Do pierwszej drużyny został włączony jako osiemnastolatek przez szkoleniowca Ricardo La Volpe i w meksykańskiej Primera División zadebiutował 4 listopada 2009 w przegranym 0:1 spotkaniu z Pueblą. Nie potrafił sobie jednak wywalczyć miejsca w wyjściowym składzie i pełnił wyłącznie rolę rezerwowego, wobec czego po upływie trzech lat udał się na wypożyczenie do beniaminka najwyższej klasy rozgrywkowej – ekipy Club León. Tam spędził sześć miesięcy, nie występując jednak w żadnym meczu, po czym został wypożyczony do drugoligowego klubu Estudiantes Tecos z Guadalajary, którego barwy także reprezentował przez pół roku bez większych sukcesów. Po powrocie do Atlasu, w jesiennym sezonie Apertura 2013, dotarł do finału krajowego pucharu – Copa MX, wciąż będąc jednak głębokim rezerwowym zespołu.
Wiosną 2014 Villalobos, również na zasadzie wypożyczenia, przeniósł się do drużyny Puebla FC. W jej barwach 26 stycznia 2014 w przegranej 2:3 konfrontacji z Chiapas strzelił swojego premierowego gola w pierwszej lidze, zaś w sezonie Apertura 2014 po raz drugi w karierze dotarł do finału pucharu Meksyku.
| Sezon     | Klub       | Kraj   | Rozgrywki  | Mecze | Bramki |
| --------- | ---------- | ------ | ---------- | ----- | ------ |
| 2009/2010 | Club Atlas | Meksyk | Liga MX    | 5     | 0      |
| 2010/2011 | Club Atlas | Meksyk | Liga MX    | 1     | 0      |
| 2011/2012 | Club Atlas | Meksyk | Liga MX    | 6     | 0      |
| 2012/2013 | Club León  | Meksyk | Liga MX    | 0     | 0      |
| 2012/2013 | Tecos UAG  | Meksyk | Ascenso MX | 7     | 0      |
| 2013/2014 | Club Atlas | Meksyk | Liga MX    | 0     | 0      |
| 2013/2014 | Puebla FC  | Meksyk | Liga MX    | 12    | 1      |
| 2014/2015 | Puebla FC  | Meksyk | Liga MX    |       |        |

## Kariera reprezentacyjna
W 2011 roku Villalobos został powołany przez szkoleniowca Juana Carlosa Cháveza do reprezentacji Meksyku U-20. Na gwatemalskich boiskach miał niepodważalne miejsce w wyjściowym składzie swojej drużyny i rozegrał wszystkie możliwe pięć spotkań w pełnym wymiarze czasowym, natomiast jego drużyna triumfowała ostatecznie w tych rozgrywkach po pokonaniu w finale Kostaryki (3:1). Kilka miesięcy znalazł się w składzie na Mistrzostwa Świata U-20 w Kolumbii, gdzie z kolei pełnił wyłącznie rolę rezerwowego, występując w dwóch z siedmiu możliwych meczów, z czego w jednym w wyjściowym składzie, nie wpisując się na listę strzelców. Meksykanie zdołali natomiast dotrzeć wówczas do półfinału, zajmując ostatecznie trzecie miejsce na młodzieżowym mundialu.